# Lauritsala kyrka
Lauritsala kyrka (finska: Lauritsalan kirkko) är en kyrkobyggnad i finländska Villmanstrand. Den tillhör Lauritsala församling inom Evangelisk-lutherska kyrkan i Finland.
Kyrkan ritades av arkitekterna Toivo Korhonen och Jaakko Laapotti efter en arkitekttävling 1958 och färdigställdes 1969. Byggnaden är utformad som en rätvinklig triangel och 47 meter hög. Den rymmer cirka 670 personer.
Bland inventarierna märks textilierna utförda av Dora Jung och altarkorset av konstnären Radoslaw Gryta. Orgeln, tillverkad 1969 av Kangasala orgelbyggeri, har 31 stämmor.